# جيل هارتمان
جيل هارتمان هي كاتِبة وشاعرة كندية، ولدت في 21 مايو 1974.